# Doxocopa druryi
Doxocopa druryi är en fjärilsart som beskrevs av Jacob Hübner 1825. Doxocopa druryi ingår i släktet Doxocopa och familjen praktfjärilar. Inga underarter finns listade i Catalogue of Life.